# ناوكي يامادا
ناوكي يامادا (باليابانية: 山田 直輝) (مواليد 4 يوليو 1990) هو لاعب كرة قدم ياباني يلعب حاليا لصالح شونان بلمار في الدوري الياباني الممتاز. يلعب مع منتخب اليابان لكرة القدم منذ عام 2009.

## وصلات خارجية
- ناوكي يامادا على موقع الاتحاد الدولي (مؤرشف)  (الإنجليزية)
- ناوكي يامادا على موقع رابطة كرة القدم اليابانية للمحترفين (اليابانية)
- ناوكي يامادا على موقع قاعدة بيانات كرة القدم.إي يو (الإنجليزية)
- ناوكي يامادا على موقع ناشيونال فوتبول تيمز (الإنجليزية)
- ناوكي يامادا على موقع Soccerway.com (الإنجليزية)
- ناوكي يامادا على موقع عالم كرة القدم.نت (الإنجليزية)
- ناوكي يامادا على موقع كووورة
- National Football Teams
- Japan National Football Team Database